# Hertogdom Bragança

Wapen van huis Bragança-Saksen-Coburg en Gotha (huis Bragança-Wettin).

Hertog van Bragança was een van de belangrijkste titels binnen het koningshuis van Portugal. Sinds de herwonnen Portugese onafhankelijkheid van Spanje en de kroning van de hertog van Bragança als Johan IV van Portugal in 1640 verwierf de troonopvolger de titel van hertog van Bragança. 
Dit hertogdom was in 1442 door Alfons V van Portugal gecreëerd voor zijn oom, de hertog van Barcelos, en in de jaren die volgden, groeiden de Braganças uit tot een van de rijkste families in Portugal, met veel invloed aan het koninklijk hof. Aan het eind van de 15e eeuw werd deze macht door koning Johan II ingeperkt door het hertogdom te annexeren en de hertog te laten executeren. In de 16e eeuw stierven twee opeenvolgende koningen kinderloos en werd Portugal toegevoegd aan het Spaanse koninkrijk.
In de jaren 30 van de 17e eeuw kwamen de Portugezen onder leiding van de achtste hertog, Johan II van Bragança, in opstand tegen Spanje en heroverden hun onafhankelijkheid met zijn troonsbestijging op 1 september 1640. Afstammelingen van de Braganças trouwden met veel van de andere koningshuizen in Europa, onder andere het huis Stuart in Engeland en het huis Bourbon in Spanje. De Braganças bleven aan de macht in Portugal totdat in 1908 koning Karel I en zijn erfgenaam vermoord werden, en men in 1910 de Portugese republiek uitriep.